# Naša ognjišta
Naša ognjišta je katolički mjesečnik iz Tomislavgrada. Zamišljen prvotno kao župni list, prešao je čak i kontinentalne granice.

## Povijest
Sedamdesetih godina prošloga stoljeća vizionar svoga doba, fra Ferdo Vlašić, spoznavši koliko je značenje pisane riječi u dušobrižništvu, oživotvorio je naum o pokretanju katoličke novine. Sada već davne 1971., nakon povratka u domovinu, u duvanjskom je samostanu braći franjevcima predložio pokretanje župnog lista po uzoru na Frohnleitenerblatt kojeg je uređivao za boravka u Austriji. List je dobio ime Naša ognjišta. Prvi broj tiskan je 20. srpnja 1971. godine u pet tisuća primjeraka. Bio je najprije zamišljen kao župni, pa dekanatski list, ali je ubrzo prekoračio te granice, pa i granice Bosne i Hercegovine. Tako je počela izlaziti i među pukom se širiti prva katolička novina u Bosni i Hercegovini poslije Drugog svjetskog rata.

### Pokušaj gašenja
Radilo se i stvaralo u gotovo nemogućim uvjetima, kako zbog tehničkih i novčanih teškoća koje su umnogome otežavale ovakav posao, tako još više zbog pritisaka tadašnje vlasti na Crkvu i svećenike. Nerijetko su vizionari bili i veliki patnici, pa tako i naš fra Ferdo koji će zbog Naših ognjišta u komunističkim kazamatima odležati četiri i pol godine. Dok su dva člana uredništva fra Ferdo i tajnik lista fra Jozo Križić tamnovala, a komunisti trljali ruke misleći kako su obezglavljenim Našim ognjištima odbrojeni dani, fra Gabrijel Mioč i fra Marinko Leko kao odgovorni i glavni urednik, uz suglasnost franjevaca u duvanjskom samostanu, posebno gvardijana fra Ante Perkovića, spašavaju situaciju mijenjajući ime lista u Sveta baština. Sadržajno, tematski i izgledom list je ostao isti. Premda u uvodniku prvoga broja zbog razumljivih razloga nisu bili napisani stvarni razlozi promjene imena, čitatelji su znali o čemu se radi i prihvatili su Baštinu kao što su bili prihvatili i prisilno ugašena Ognjišta. Prvi broj Svete baštine tiskan je u svibnju 1982. i izlazi sve do 1990. kada se listu vraća staro ime. Naklada novine iz broja je u broj rasla tako da je jedno vrijeme bila dosegla i 25.000 primjeraka. Početkom Domovinskog rata i prekidom veza s brojnim čitateljima u Domovini i svijetu, naklada, nažalost, opada da bi se danas ustalila na otprilike 15.000 primjeraka, što, prema našim saznanjima, Naša ognjišta čini katoličkom novinom s najvećom nakladom iza Glasa Koncila.

### Danas
U ovih 37 godina Naša su se ognjišta proširila po svim kontinentima i našla mjesto u brojnim hrvatskim (i ne samo katoličkim) obiteljima diljem domovine i svijeta. Naša ognjišta je mjesečnik. Godišnje se tiska deset brojeva s dva dvobroja za siječanj-veljaču i srpanj-kolovoz. Nestandardnog su formata: 23,5x33 cm. Već godina se tiskaju u Tiskari Franjo Kluz u Omišu.

## Vanjske poveznice
- Službena stranica